# Объектив (фотоклуб, Донецк)
«Объектив» — народный фотоклуб из Донецка.

## История
Фотоклуб был организован в 2001 году на базе Дворца культуры металлургов и объединяет фотолюбителей из разных городов Донецкой области: Донецка, Макеевки, Горловки, Артёмовска. В работе фотоклуба за всё время его существования участвовало около трёхсот человек (по состоянию на 2012 год).
Среди основателей клуба были Владимир Васильевич Нагаец (ответственный секретарь Донецкого областного отделения Национального союза фотохудожников Украины), Николай Николаевич Катальников (протоиерей, фотохудожник) и Александр Васильевич Шурлаков (фотограф пресс-службы Донецкой епархии УПЦ МП). Клубом с момента основания руководит Владимир Васильевич Нагаец.
Клуб неоднократно участвовал в фестивале фотоклубов Украины, который проводится в рамках международной «Киевской фотоярмарки» и становился дипломантом этого фестиваля. Клуб дважды участвовал в международном фестивале фотоклубов FIAP Club World Cup, который проводится в Париже под патронатом FIAP. В 2009 году клубу было присвоено звание «народный».
Участники клуба становились призёрами фотоконкурсов, проводимых НСФХУ, а также международных фотосалонов под эгидой FIAP, ISF. Несколько участников являются членами и кандидатами в члены Национального Союза фотохудожников Украины. Один участник имеет звание AFIAP (художник международной федерации фотографического искусства FIAP) и рейтинг фотографического общества Америки PSA**CPID.

## Фотовыставки, организованные фотоклубом
Клуб организовал следующие выставки, которые проводились в кинотеатре имени Шевченко, доме работников культуры, дворце культуры металлургов, «Донецк-Сити» и других выставочных площадках.
- «Рождественские встречи»
- «Женщинам посвящается…»
- «Объективный взгляд»
- 2006 — участие в фестивале фотоклубов Украины в рамках международной «Киевской фотоярмарки»[3][5]
- 2006 — «Радость моя»[6][7]
- 2006 — фотовыставка в рамках православного фестиваля «Пасха Красная»[5][8]
- 2006 — «Улыбки друзей»[5]
- 2006 — «Наші любі жінки»[5]
- 2007 — фотовыставка в рамках православного фестиваля «Пасха Красная»[9]
- 2007 — «Улыбки друзей»[10]
- 2009 — участие в фестивале фотоклубов Украины в рамках международной «Киевской фотоярмарки»[11]
- 2009 — «ПутешествуЯ по Миру»[12][13]
- 2010 — участие в фестивале фотоклубов Украины в рамках международной «Киевской фотоярмарки»[14][15]
- 2010 — «Твой духовный мир»[16]
- 2010 — «Православный лик Донбасса»[17]
- 2010 — «Герои уходящей эпохи»
- 2011 — «Герои уходящей эпохи»
- 2010 — «Краски осени»
- 2010 — «ПутешествуЯ по Миру»[18]
- 2011 — участие в фестивале фотоклубов Украины в рамках международной «Киевской фотоярмарки»[19]
- 2011 — «В ожидании весны»[20]
- 2011 — фотовыставка в рамках православного фестиваля «Пасха Красная»[21][22]
- 2011 — «Улыбки друзей»[23]
- 2011 — «На окраине амфитеатра»[24][25]
- 2012 — «ПутешествуЯ по Миру»[26]
- 2012 — «О главном»[1][2][27][28]
- 2013 — «Фотовыставка 2012»[29]
- 2013 — «На окраине Амфитеатра: МежСЕЗОНье…»[30]
- 2013 — фотовыставка на VII Фестивале православной культуры и письменности[31]
- 2015 — «Вопреки» (Донецк, ХВЦ «АртДонбасс»)[32]

Персональные фотовыставки участников см. в разделе Список участников, имеющих награды или персональные выставки.

## Список участников, имеющих награды или персональные выставки
Участниками клуба являются фотографы с разным уровнем, как начинающие, так и более опытные. Ниже представленный список ограничен только участниками, имеющими награды или персональные фотовыставки.
| Портрет | ФИО                                                      | Награды и призовые места | Персональные фотовыставки | Дополнительная информация                                                 |
| ------- | -------------------------------------------------------- | --- | --- | ------------------------------------------------------------------------- |
|         | Барановская Марина Григорьевна                           | | - «В ожидании чуда» |                                                                           |
|         | Беляева Надежда Владимировна                             | | - 2013 — «Без преград» |                                                                           |
|         | Бутко Андрей Викторович                                  | | - 2011 — «Прогулки по Донецку» | - Член жюри фотоконкурса «Вики любит памятники» в 2011, 2012 и 2013 годах |
|         | Бутко Виктория Михайловна                                | | - 2013 — «Навстречу счастью» |                                                                           |
|         | Васин Вадим Александрович, член НСФХУ                    | - 2010 — Лауреат и призёр Третьего Севастопольского Фотосалона, Международного фотоконкурса «Лица уходящей эпохи» - 2010 — Первая премия на Втором Всеукраинском Конкурсе Джазовой Фотографии «Джазовые Эмоции» - 2010 — Золотая медаль Национального союза фотохудожников Украины на всеукраинском фотоконкурсе «Благодійність крізь призму об’єктива» - 2011 — Третье место в номинации «Ветераны Донетчины — лица победителей» фотоконкурса «Донецкий край глазами его жителей» | - 2010 — «И в печали и в радости» - 2011 — «Чужого горя не бывает» - 2011 — «Verum In Quadratum…» (Донецк) - 2012 — «Verum In Quadratum…» (Киев)                                                                            |                                                                           |
|         | Вишневецкая Наталья                                      | | - 2013 — «Окна Европы» |                                                                           |
|         | Волкова Наталья Александровна                            | - 2010 — «Стрічка салону» на V международном салоне художественной фотографии «С любовью к женщине» (конкурс FIAP ISF, Львов) - 2011 — Золотая медаль НСФХУ в номинации «Портрет» на ІІ Международном фотоконкурсе «Планета Детей» | |                                                                           |
|         | Долгова Елена Викторовна                                 | - 2010 — Серебряная медаль НСФХУ в номинации «репортаж», в первом международном женском фотоконкурсе «Планета детей» - 2010 — Серебряный призёр фотоконкурса «Донецкий край глазами его жителей» в номинации «Уникальный природный ландшафт» | |                                                                           |
|         | Куба Антон Павлович                                      | | - 2011 — Персональная выставка в ДК Металлургов |                                                                           |
|         | Литвинова Марина Владимировна                            | - 2011 — «Лучший автор» в фотоконкурсе «Женская фотография» (Горловка) | - 2012 — «Лица Победы» - 2013 — «В них жизнь, нежность и любовь» - 2013 — «Лица Победы» (вторая выставка) | - 2011 — «Твои 12 кадров» - 2012 — «Твои 12 кадров». Второй сезон         |
|         | Парахин Андрей Геннадиевич                               | - 2010 — Лауреат III международного Севастопольского фотосалона «Лица уходящей эпохи» - 2010 — Диплом ISF салона «Природа 2010» - 2012 — 3 место на конкурсе «Украина, которую мы любим» | - 2012 — «Переменчивые взгляды про капризную весну» - 2012 — «Переходный период» - 2012 — «ОСЕНЬ haute couture» - 2012 — «200 шагов от дома» - 2012 — «Время читать Кафку» (Донецк) - 2013 — «Время читать Кафку» (Луганск) |                                                                           |
|         | Петрищева Дарья Михайловна (Angel Rock)                  | - 2011 — Лучший фотограф Парада Невест по версии «Выбор невест» | - 2012 — «What’s inside» |                                                                           |
|         | Спица Анатолий Викторович                                | - 2013 — 1 место в международном конкурсе фотографии на Украинской неделе искусств в номинации «Фотожурналистика. Спорт.» Категория: Любитель. - 2013 — 1 место в международном конкурсе фотографии на Санкт-Петербургской неделе искусств в номинации «Фотожурналистика. Спорт.» Категория: Любитель. - 2013 — Лауреат I-й степени Международного фотоконкурса Недели искусств в Италии, в номинации Фотожурналистика. Спорт. Категория Любитель, Италия, Фано. - 2014 — Лауреат I-й степени Международного конкурса фотографии Украинской недели искусств в номинации Пейзаж. Категория Профессионал, Киев. - 2014 — Лауреат II-й степени Международного конкурса фотографии Украинской недели искусств в номинации Концепция. Категория Профессионал, Киев. - 2014 — Лауреат II-й степени Международного конкурса фотографии ADME PHOTO AWARDS 2014 | - 2012 — «Донецк, который я люблю» - 2014 — «Футбольные истории» - 2014 — «Модна Весна» - 2015 — «Горячий миг истории» |                                                                           |
|         | Туяхова Ирина Петровна                                   | * 2015 — золотая медаль международного конкурса репортажной фотографии LifePressPhoto в номинации «Повседневная жизнь (фотоочерк, серия фото)» | - 2011 — «Чарующий мир натюрморта» |                                                                           |
|         | Фальченко Анастасия Игоревна                             | | - 2010 — «Эффект бабочки» |                                                                           |
|         | Фесенко Евгений Николаевич, член НСФХУ, PSA**CPID, AFIAP | - 2003 — Победитель областного фотоконкурса «Край Донецкий край глазами фотохудожника» в номинации «Городской пейзаж» - 2009 — Диплом ISF III степени II международного Севастопольского фотосалона «Макроистории» - 2011 — Золотая медаль FIAP на втором международном цифровом фотосалоне «Фотоканикулы» - 2011 — «Почётная лента FIAP» на 5 Международном салоне фотографии в Турции - 2012 — Золотая медаль отличия на фотоконкурсе Trierenberg Super Circuit | - 2011 — «Две музы» |                                                                           |
|         | Череватенко Елена Викторовна, член НСФХУ                 | | - 2009 — «Там, где сочиняют сны…» - 2011 — «Здесь тишина цветёт…» |                                                                           |
|         | Черкас Ольга Викторовна                                  | | - 2011 — «Хочу в Дубай!» |                                                                           |
|         | Шурлаков Александр Васильевич                            | - 2009 — Признан лучшим фотографом Украинской Православной Церкви на фестивале православных СМИ | |                                                                           |
|         | Яковлев Руслан                                           | | - 2012 — «Тишь неземной глубины!» |                                                                           |
|         | Ярема Михаил Гилярович                                   | | - 1983 — персональная фотовыставка из 60 работ - 2012 — «Мир, окружающий меня» |                                                                           |